# Antonio Ruberti

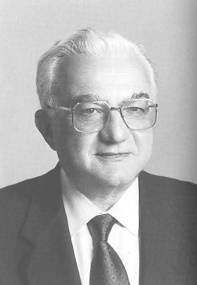
Antonio Ruberti

Antonio Ruberti (* 24. Januar 1927 in Aversa; † 4. September 2000 in Rom) war ein italienischer Politiker und Ingenieur. Er war Mitglied der italienischen Regierung und der Europäischen Kommission.

## Biographie
1987 wurde er Mitglied der Italienischen Regierung als Minister der Koordination Wissenschaftlicher und Technologischer Forschung. Er behielt sein Amt bis 1992. 1993 wurde er von der italienischen Regierung zum Mitglied der Europäischen Kommission nominiert. In der Kommission Delors III war er für das Ressort Bildung und Kultur zuständig. Im Amt blieb er bis 1995, während dieser Amtszeit schloss er eine Folge neuer Initiativen einschließlich der Programme Sokrates und Leonardo da Vinci, die europäische Woche Wissenschaftlicher Kultur und das Europäische Wissenschaft und Technologie-Forum. Nachdem er die Kommission verlassen hatte, wurde er in das italienische Parlament gewählt, wo er Vorsitzender des Ausschusses für Europapolitik war.
Ruberti gehörte bis 1994 der Sozialistischen Partei Italiens an. Anschließend wechselte er zu den Linksdemokraten.